# Heroes in Crisis
Heroes in Crisis é uma minissérie de histórias em quadrinhos americanas em nove edições, publicada originalmente nos Estados Unidos pela editora DC Comics. A história tem roteiro de Tom King e arte de Clay Mann. 
A minissérie tem como enredo um mistério em torno de um assassinato que envolve Batman, Superman, Mulher-Maravilha, Gladiador Dourado, Arlequina e o resto do panteão de heróis da DC Comics. A primeira edição foi lançada em 26 de setembro de 2018.

## Publicação original
Heroes in Crisis é uma minissérie de nove edições da DC Comics, escrita por Tom King, o mesmo autor que trabalhou em diversos títulos da Vertigo (DC), Batman, e Mister Miracle, e  desenhada por Clay Mann. A HQ, publicada originalmente nos Estados Unidos, tem capas regulares e variantes criadas por Mann, J. G. Jones, Mark Brooks e Francesco Mattina. A série segue o conceito de "Crise", que são crossovers da DC, mas ao contrário das "Crises" anteriores, Heroes in Crisis não concentra-se em uma ameaça cósmica. Em vez disso, ela expande em um conceito que King introduziu na revista Batman, o Santuário – um hospital ultra-secreto para heróis que estão traumatizados por conta de batalhas cósmicas e lutas contra o crime –, o local foi criado por Superman, Batman e Mulher-Maravilha para ajudar outros heróis a encontrar um momento de paz antes de voltara á realidade da violência. O Santuário será focado na Trindade da DC – Superman, Mulher-Maravilha e Batman – e também terá como personagens principais Arlequina e Gladiador Dourado.
De acordo com King, a ideia para Heroes in Crisis foi concebida em 2016 depois que ele sofreu um ataque de pânico e foi parar no hospital, e sua avó (que o criou) morreu no mesmo dia. King teve que passar por uma terapia, e após isso, ele decidiu usar tudo que aprendeu numa HQ da DC. O ambiente do Santuário mostrado na capa de Heroes in Crisis #1 é inspirado na casa de sua avó, sendo assim, uma homenagem a ela.
Heroes in Crisis, grande evento da DC Comics, envolverá os principais personagens da editora lidando com traumas de batalhas. Segundo o escritor, sua intenção é fazer um paralelo com o que jovens americanos passaram nos últimos anos por conta das guerras dos EUA. O tema é de interesse pessoal de King, que antes de ser um escritor de HQs foi um oficial da unidade de antiterrorismo da CIA. King comparou o Santuário com os centros de tratamento de veteranos nos Estados Unidos.
Rumores de um novo evento da DC como uma Crise surgiram em maio de 2018. Os rumores foram rapidamente negados pelo co-publisher da DC Comics, Jim Lee. A DC acabou por anunciar a série em 12 de junho de 2018, depois que King fez uma aparição no Late Night with Seth Meyers. Em 14 de junho de 2018, King divulgou a primeira página de Heroes in Crisis #1. A primeira edição foi lançada em 26 de setembro de 2018.

## Sinopse
Anunciado como uma história de mistério, Heroes in Crisis narra o resultado de um ataque ao centro de reabilitação conhecido como Santuário, criado por Batman, Superman, e Mulher-Maravilha. O Santuário está localizado nos Estados Unidos e foi criado como uma opção para ajudar a tratar super-heróis que lidam com problemas de saúde mental derivados dos eventos que ameaçam a Terra, como o transtorno de estresse pós-traumático. Os três são os protagonistas da história, ao lado de Arlequina e o Gladiador Dourado.